# Комісія з військових могил Співдружності націй
Комісія з військових могил Співдружності націй (англ. Commonwealth War Graves Commission) — міжурядова організація шести незалежних держав-членів, основною функцією якої є позначення, облік і підтримка в належному стані могил і місць пам'яті військовослужбовців країн Співдружності націй, які загинули у двох світових війнах. Комісія також відповідає за вшанування пам'яті цивільних осіб Співдружності, які загинули внаслідок ворожих дій під час Другої світової війни. Комісія була заснована Фабіаном Вером і створена згідно з Королівською хартією в 1917 році як Імперська комісія з військових могил. Зміна назви на сучасну відбулася в 1960 році.
Комісія, у межах своїх повноважень, відповідає за вшанування пам'яті всіх загиблих у війні в країнах Співдружності на індивідуальній основі та на рівних засадах. З цією метою загиблих у війні вшановують за допомогою імені на надгробку, на визначеному місці поховання або на меморіалі. Загиблих на війні вшановують рівномірно і однаково, незалежно від військового чи цивільного звання, раси чи віросповідання.
Організація відповідає за продовження вшанування пам'яті 1,7 мільйона померлих військовослужбовців Співдружності в 153 країнах світу. Від початку своєї діяльності комісія побудувала приблизно 2 500 військових кладовищ та численні меморіали. Зараз комісія відповідає за догляд за загиблими в понад 23 000 окремих місць поховання та утримання понад 200 меморіалів по всьому світу. Окрім вшанування пам'яті військовослужбовців Співдружності, комісія, за домовленістю з відповідними урядами, доглядає за понад 40 000 військових поховань за межами Співдружності та понад 25 000 невоєнних військових і цивільних поховань. Комісія працює завдяки постійній фінансовій підтримці держав-членів: Великої Британії, Канади, Австралії, Нової Зеландії, Індії та Південної Африки. Теперішнім і першим в історії Покровителем Комісії з військових могил Співдружності націй є король Чарльз III. Нині Президентом Комісії з військових могил Співдружності націй є принцеса Великої Британії Анна.